# Зелёный Луг (Алтайский край)
Зелёный Луг — село в Родинском районе Алтайском крае. Административный центр и единственный населённый пункт Зелёнолуговского сельсовета.

## История
Основано в 1927 году.

## География
Через село протекает река, запруженная за окраиной селения.
Уличная сеть
- Новороссийская улица
- Новая улица
- Школьная улица
- Степная улица
- Молодёжная улица
- Ярославская улица

## Население
| 1997 | 1998 | 1999 | 2000 | 2001 | 2002 | 2003 | 2004 | 2005 | 2006 | 2007 | 2008 |
| ---- | ---- | ---- | ---- | ---- | ---- | ---- | ---- | ---- | ---- | ---- | ---- |
| 736  | ↗743 | ↘709 | ↗718 | ↗724 | ↗730 | ↗742 | ↗756 | ↘748 | ↘742 | ↘637 | ↘609 |
| 2009 | 2010 | 2011 | 2012 | 2013 | 2014 | 2015 | 2016 | 2017 | 2018 | 2019 | 2020 |
| ↘562 | ↘551 | →551 | ↘535 | ↘523 | ↘522 | ↗526 | ↘519 | ↘517 | ↘508 | ↘504 | ↗509 |
| 2021 |      |      |      |      |      |      |      |      |      |      |      |
| ↘481 |      |      |      |      |      |      |      |      |      |      |      |

## Инфраструктура
средняя школа — МОУ «Зелёнолуговская СОШ», ФАП, культурный центр, детский сад, библиотека, 3 магазина, почтовое отделение.
Работает одно базовое предприятие Общество с ограниченной ответственностью «Луговое», специализирующееся на растениеводстве и животноводстве.

## Транспорт
Автодорога Родино — Волчиха, имеющая внутри села название Ярославская улица.